# Lanchester 28 HP
Lanchester 28 HP – samochód osobowy produkowany przez brytyjskie przedsiębiorstwo motoryzacyjne Lanchester w roku 1906.

## Dane techniczne Lanchester 28 HP

### Silnik
- S6 3800 cm³[1]
- Układ zasilania: b.d.
- Średnica cylindra × skok tłoka: b.d.
- Stopień sprężania: b.d.
- Moc maksymalna: 28 KM (20,9 kW)[1]
- Maksymalny moment obrotowy: b.d.

### Osiągi
- Przyspieszenie 0–80 km/h: b.d.
- Przyspieszenie 0–100 km/h: b.d.
- Prędkość maksymalna: 71 km/h[1]